# Fei Junlong
Fei Junlong (chin. upr. 费俊龙; trad. chin. 費俊龍, ur. 5 maja 1965 w Suzhou w prowincji Jiangsu) – pułkownik lotnictwa, chiński astronauta.

## Wykształcenie i służba wojskowa
- 1982 – przed ukończeniem gimnazjum wstąpił do Chińskiej Armii Ludowo-Wyzwoleńczej.
- 1984 – ukończył Szkołę Lotniczą nr 9 Chińskiej Armii Ludowo-Wyzwoleńczej.

Później został absolwentem Wyższej Szkoły Lotniczej nr 1 w Changchun oraz Wyższej Szkoły Instruktorów Lotnictwa. Wszystkie uczelnie ukończył z bardzo dobrymi wynikami. Został jednym z najlepszych chińskich pilotów. W armii pilotował myśliwce, był instruktorem lotnictwa i inspektorem lotniczym. Jako inspektor uczestniczył w wyjaśnianiu przyczyn wielu wypadków lotniczych.

## Kariera kosmonauty
- 1 stycznia 1998 – został wybrany do pierwszej grupy chińskich kosmonautów (Chiny grupa 1). Kandydowało do niej ponad 1500 pilotów wojskowych.
- 2003 – był jednym z 5 kandydatów do pierwszego chińskiego załogowego lotu kosmicznego na pokładzie statku Shenzhou 5.
- 2005 – od czerwca znajdował się w grupie 6 kandydatów przygotowujących się do lotu na pokładzie statku Shenzhou 6. Razem z nim trenował Nie Haisheng. Krótko przed zaplanowanym startem właśnie oni zostali wyznaczeni do lotu jako załoga podstawowa.
- w dniach 12–16 października 2005 odbył lot kosmiczny na pokładzie statku kosmicznego Shenzhou 6.

## Loty kosmiczne
Start do misji Shenzhou 6 nastąpił 12 października 2005 z kosmodromu Jiuquan. Fei był dowódcą załogi. Funkcję pilota pełnił natomiast Nie Haisheng. Po blisko 10 minutach pojazd kosmiczny wszedł na orbitę wokółziemską. Po wykonaniu manewru podniesienia orbity kosmonauci otworzyli właz przejściowy do modułu orbitalnego i dokonali jego inspekcji. Dopiero później obaj zdjęli skafandry. Podczas lotu obaj kosmonauci testowali wyposażenie swojego statku, prowadzili badania medyczne oraz szereg bliżej nieokreślonych eksperymentów. 16 października 2005 statek kosmiczny Shenzhou 6 pomyślnie wylądował w Chinach na terenie Mongolii Wewnętrznej.
Stowarzyszenie Uczestników Lotów Kosmicznych (Association of Space Explorers) przyznało mu Universal Astronaut Insignia za lot orbitalny (nr 438).

## Wykaz lotów
| Loty kosmiczne, w których uczestniczył Fei Junlong                      | Loty kosmiczne, w których uczestniczył Fei Junlong | Loty kosmiczne, w których uczestniczył Fei Junlong | Loty kosmiczne, w których uczestniczył Fei Junlong | Loty kosmiczne, w których uczestniczył Fei Junlong | Loty kosmiczne, w których uczestniczył Fei Junlong |
| №                                                                       | Data startu                                        | Data lądowania                                     | Statek kosmiczny                                   | Funkcja                                            | Czas trwania                                       |
| ----------------------------------------------------------------------- | -------------------------------------------------- | -------------------------------------------------- | -------------------------------------------------- | -------------------------------------------------- | -------------------------------------------------- |
| 1                                                                       | 12 października 2005                               | 16 października 2005                               | Shenzhou 6                                         | Dowódca                                            | 4 dni 19 godzin 32 minuty i 50 sekund              |
| Łączny czas spędzony w kosmosie — 4 dni 19 godzin 32 minuty i 50 sekund |                                                    |                                                    |                                                    |                                                    |                                                    |